# 杭州道街道
杭州道街道，是中华人民共和国天津市滨海新区下辖的一个街道办事处。
2013年12月19日，天津市民政局批复同意将杭州道街道、向阳街道两街道办事处所辖区域合并，设立新的杭州道街道。

## 行政区划
杭州道街道下辖以下地区：
新园里社区、唐山里社区、华蓉里社区、静安里社区、文安里社区、长征里社区、贵阳里社区、新业里社区、泰和城社区、京山道社区、福州道社区、兰庭社区、丽水园社区、毓园社区、安顺道社区、北邻村社区、吉庆里社区、和平里社区、吉宁里社区、延安里社区、西邻村社区、贻丰园社区、宏达园社区、芳园里社区、米兰社区、康居园社区、滨海智谛山社区、弘泽城社区和治国里社区。